# 丁姓
丁姓在《百家姓》排第177位，中國大陸第48大姓（2007年統計數據）。

## 起源
- 齐丁公的後裔，此為大宗。

- 宋丁公的後裔。

- 殷商時丁國公族的後裔。

- 少数民族改姓。
  - 臺灣丁姓閩南人大多來自雲林縣臺西鄉，當地部分居民五官深邃，經探考原來祖先來自阿拉伯，早在元朝就移民中國，姓氏由「瞻思丁」改為「丁」，後來輾轉到福建泉州晉江陳埭，最後落腳臺西，因此當地有些人長得濃眉大眼，五官深邃，甚至被當成外國人。[1]

## 堂號
「濟陽堂」、「鐘德堂」、「夢松堂」、「雙桂堂」、「留余堂」、「承德堂」、「五果堂」

## 延伸阅读
[在维基数据编辑]
 《百家姓》
 《欽定古今圖書集成·明倫彙編·氏族典·丁姓部》，出自陈梦雷《古今圖書集成》